# Matthew Langridge
Matthew Langridge, född den 20 maj 1983 i Northwich i Storbritannien, är en brittisk roddare.
Han tog OS-brons i åtta med styrman i samband med de olympiska roddtävlingarna 2012 i London.
Vid de olympiska roddtävlingarna 2016 i Rio de Janeiro tog han guld i åtta med styrman.